# Мансанильо (аэропорт)
Междунаро́дный аэропо́рт Мансани́льо (исп. Aeropuerto Internacional de Manzanillo) или Междунаро́дный аэропо́рт Плая-де-Оро (исп. Aeropuerto Internacional Playa de Oro), (ИАТА: ZLO, ИКАО: MMZO) — гражданский аэропорт, расположенный в городе Мансанильо (Manzanillo), входящем в мексиканский штат Колима (Colima).

## Основные сведения и показатели
Федеральный аэропорт Плая-де-Оро (Международный аэропорт Мансанильо) находится на высоте 9 м над уровнем моря. У него функционирует одна взлётно-посадочная полоса: 10/28 с асфальтовым покрытием (длиной 2200 м и шириной 45 м).
Из аэропорта Мансанильо осуществляется ряд международных рейсов в различные крупные города США и Канады — Хьюстон, Финикс, Лос-Анджелес и Калгари. Авиакомпания United Express (ранее Continental Express) осуществляет рейсы в аэропорт Хьюстон-Интерконтинентал, US Airways летает в аэропорт Финикса, Alaska Airlines — в аэропорт Лос-Анджелеса, а WestJet — в аэропорт Калгари. Кроме этого, есть сезонные рейсы канадской авиакомпании CanJet в Монреаль-Трюдо, Торонто-Пирсон и аэропорт Виннипега, а также авиакомпании Air Transat в аэропорты Ванкувера, Калгари и Торонто-Пирсон.
Авиакомпания Aeromar также осуществляет внутренние рейсы в столицу Мексики — город Мехико.
В 2011 году полное число авиапассажиров, воспользовавшихся услугами аэропорта Мансанильо, составило 157.2 тысяч человек — на 1,6 % меньше, чем в 2010 году (159.7 тысяч человек).

## Статистика пассажироперевозок
| Год  | Пассажиров (внутренние рейсы), тыс. чел. | Пассажиров (международные рейсы), тыс. чел. | Пассажиров (всего), тыс. чел. |
| ---- | ---------------------------------------- | ------------------------------------------- | ----------------------------- |
| 2010 | 76.9                                     | 82.8                                        | 159.7                         |
| 2011 | 78.9                                     | 78.2                                        | 157.2                         |